# Klaus Puschaddel
Klaus Puschaddel (* 2. November 1948 in Preetz) ist ein deutscher Politiker (CDU). Von 2020 bis 2023 war er Stadtpräsident der Bürgerschaft der Hansestadt Lübeck.

## Leben und Karriere
Puschaddel studierte Betriebswirtschaft und war langjährig als Personalleiter tätig, davon 33 Jahre bei Niederegger. Dort war er Prokurist und Mitglied der Geschäftsleitung. Er arbeitet als selbstständiger Unternehmensberater und Kommunikationstrainer.
Der Lübecker Bürgerschaft gehörte er seit 1990 an. Ab 1993 war er 14 Jahre lang Vorsitzender der CDU-Fraktion. 2013 wurde er zum stellvertretenden Stadtpräsidenten gewählt.
Nach Gabriele Schopenhauers Rücktritt aus persönlichen Gründen kandidierte er im Alter von  72 Jahren für das Amt des Stadtpräsidenten. Am 26. November 2020 wählte ihn die Bürgerschaft zu ihrem Nachfolger, dabei besiegte er eine Kandidatin der SPD. Im Juni 2023 löste ihn Henning Schumann (CDU) als Stadtoberhaupt ab. Nach der Lübecker Stadtverfassung vom 13. April 1946 war Puschaddel als Stadtpräsident oberster Repräsentant der Hansestadt Lübeck. Das neben dem Stadtpräsidenten bestehende Amt des Lübecker Bürgermeisters bezeichnet seit 1950 – anders als in den meisten anderen deutschen Städten – dagegen den Leiter der Stadtverwaltung.